# Championnat de Tunisie masculin de volley-ball 2010-2011
Navigation
Saison précédente Saison suivante
Le championnat de Tunisie masculin de volley-ball 2010-2011 est la 56e édition à se tenir depuis 1956. Il est disputé par les dix meilleurs clubs en deux phases : une première phase de classement en aller et retour et une deuxième de play-off et play-out en aller et retour avec respectivement quatre clubs disputant des matchs à élimination et six clubs répartis en deux poules en vue des matchs de barrages.
C'est l'Étoile sportive du Sahel qui remporte le championnat à l'issue d'une finale gagnée contre l'Espérance sportive de Tunis. Dirigée par Foued Kammoun (entraîneur) et Sami Skhiri (président de section), son équipe est constituée de Noureddine Hfaiedh, Mohamed Ben Slimane, Marouene Garci, Amen-Allah Hemissi, Ramzi Nahali, Foued Belaâjouza, Mohamed Ayeche, Mohamed Ali Ben Ali, Haykel Jerbi, Marouene Chtioui, Seif Hmem, Amine Bergaoui et Bilel Boughattas. Le Club olympique de Kélibia conquiert, pour sa part, la coupe de Tunisie en battant Saydia Sports (3-1).
Le Club sportif de Hammam Lif devait rétrograder en nationale B mais, au vu des conditions particulières du déroulement du championnat (protestations, arrêt de matchs, forfaits, etc.), il est sauvé et le nombre de clubs porté à onze au cours du prochain exercice, avec l'accession du Tunis Air Club.

## Division nationale A

### Première phase
Les quatre premiers jouent le play-off et les six autres disputent le play-out.
| Rang | Équipe                                | Points | Matchs | Victoires à 3 pts | Victoires à 2 pts | Défaites à 1 pt | Défaites à 0 pt | Forfait (-1 pt) | Sets pour | Sets contre |
| 1    | Étoile sportive du Sahel              | 49     | 18     | 16                | 0                 | 1               | 1               | 0               | 51        | 10          |
| 2    | Saydia Sports                         | 45     | 18     | 13                | 2                 | 2               | 1               | 0               | 50        | 17          |
| 3    | Espérance sportive de Tunis           | 36     | 18     | 9                 | 4                 | 1               | 4 (1P)          | 0               | 43        | 28          |
| 4    | Club olympique de Kélibia             | 32     | 18     | 10                | 0                 | 3               | 4               | 1 F             | 38        | 28          |
| 5    | Club sportif sfaxien                  | 31     | 18     | 10                | 0                 | 1               | 7 (1P)          | 0               | 36        | 26          |
| 6    | Avenir sportif de La Marsa            | 22     | 18     | 4                 | 4                 | 2               | 8               | 0               | 29        | 39          |
| 7    | Union sportive de Carthage            | 18     | 18     | 5                 | 1                 | 1               | 11              | 0               | 26        | 40          |
| 8    | Union sportive des transports de Sfax | 13     | 18     | 2                 | 4                 | 1               | 9               | 2F              | 19        | 48          |
| 9    | Club sportif de Hammam Lif            | 11     | 18     | 1                 | 3                 | 2               | 12              | 0               | 21        | 48          |
| 10   | Aigle sportif d'El Haouaria           | 9      | 18     | 2                 | 0                 | 4               | 11              | 1F              | 17        | 49          |

### Phase finale et attribution du titre
|  | Demi-finales                             | Demi-finales               | Demi-finales               | Demi-finales               | Demi-finales               |  |                                     | Finale                              | Finale                              | Finale                              | Finale                              | Finale |
|  |                                          |                            |                            |                            |                            |  |                                     |                                     |                                     |                                     |                                     |        |
|  | Sam 16 avril, sam 23 avril, mer 27 avril |                            |                            |                            |                            |  |                                     |                                     |                                     |                                     |                                     |        |
|  | (1) ES Sahel                             | 2                          | 1                          | 3                          | 3                          |  |                                     |                                     |                                     |                                     |                                     |        |
|  | (4) CO Kélibia                           | 1                          | 0                          | 3                          | 1                          |  |                                     |                                     |                                     |                                     |                                     |        |
|  |                                          |                            |                            |                            |                            |  |                                     | Sam 30 avril, sam 7 mai             |                                     |                                     |                                     |        |
|  |                                          |                            |                            |                            |                            |  | ES Sahel                            | 2                                   | 3                                   | 3                                   |                                     |        |
|  |                                          | ES Tunis                   | 0                          | 1                          | 0                          |  |                                     |                                     |                                     |                                     |                                     |        |
|  |                                          |                            |                            |                            |                            |  |                                     |                                     |                                     |                                     |                                     |        |
|  |                                          |                            |                            |                            |                            |  |                                     | Match pour la 3e place              |                                     |                                     |                                     |        |
|  | Sam 16 avril, sam 23 avril               | Sam 16 avril, sam 23 avril | Sam 16 avril, sam 23 avril | Sam 16 avril, sam 23 avril | Sam 16 avril, sam 23 avril |  | Sam 30 avril, sam 7 mai, sam 14 mai | Sam 30 avril, sam 7 mai, sam 14 mai | Sam 30 avril, sam 7 mai, sam 14 mai | Sam 30 avril, sam 7 mai, sam 14 mai | Sam 30 avril, sam 7 mai, sam 14 mai |        |
|  | (2) Saydia Sports                        | 0                          | 1                          | 1                          |                            |  | Saydia Sports                       | 2                                   | 0                                   | 3                                   | 3                                   |        |
|  | (3) ES Tunis                             | 2                          | 3                          | 3                          |                            |  |                                     | CO Kélibia                          | 1                                   | 3                                   | 1                                   | 1      |

|  | Suivi de la série. |

|  | Score de l'équipe recevante. |

|  | Score de l'équipe en déplacement. |

### Play-out
Les six clubs sont répartis en deux poules de trois clubs qui disputent des matchs en aller simple. Le premier de chaque poule se maintient et les autres jouent pour le classement.

#### Poule A
- 1er : Club sportif sfaxien : 6 points
- 2e : Club sportif de Hammam Lif : 2 points
- 3e : Union sportive des transports de Sfax : 1 point

#### Poule B
- 1er : Union sportive de Carthage : 5 points
- 2e : Avenir sportif de La Marsa : 4 points
- 3e : Aigle sportif d'El Haouaria : 0 point

#### Matchs de classement
Le Club sportif sfaxien et l'Union sportive de Carthage assurent leur maintien. Le Club sportif de Hammam Lif perd (1-3) contre l'Aigle sportif d'El Haouaria et l'Avenir sportif de La Marsa perd (2-3) contre l'Union sportive des transports de Sfax ; les vainqueurs assurent leur maintien. Les vaincus se rencontrent pour un barrage de relégation : le vainqueur joue un barrage contre le deuxième de la nationale B et le vaincu est relégué. L'Avenir sportif de La Marsa l'emporte sur le Club sportif de Hammam Lif (3-1).

## Division nationale B
Quatre clubs reprennent la compétition : Étoile olympique La Goulette Kram, Boumhel Bassatine Sport, Zitouna Sports et Étoile sportive de Radès, alors que quatre autres l'ont quittée : Association sportive des PTT Sfax, Fatah Hammam El Ghezaz, Mouloudia Sport de Bousalem et Association sportive des PTT Tunis.

### Première phase
Les quatre premiers jouent le play-off alors que c'est la fin de la saison pour le cinquième.
- 1er : Zitouna Sports : 22 points
- 2e : Tunis Air Club : 15 points
- 3e : Étoile sportive de Radès : 11 points
- 4e : Étoile olympique La Goulette Kram : 7 points
- 5e : Boumhel Bassatine Sport : 5 points

### Play-off
La finale oppose le Tunis Air Club et la Zitouna Sports. Cette dernière, qui a largement dominé la première phase, échoue en perdant 2-3 à l'aller et au retour.

### Barrages
L'Avenir sportif de La Marsa bat la Zitouna Sports par 3-1 à deux reprises ; chacun d'eux reste dans sa division.